# Васкес, Альваро
А́льваро Ва́скес Гарси́я (исп. Álvaro Vázquez García; 27 апреля 1991, Бадалона) — испанский футболист, нападающий клуба «Линарес Депортиво».

## Карьера

### Клубная
Альваро Васкес — воспитанник футбольного клуба «Эспаньол». Дебютировал в команде 21 сентября 2010 года в матче против мадридского «Реала».
5 дней спустя в матче следующего тура чемпионата с «Осасуной» форвард забил первый гол в своей профессиональной карьере, оказавшийся единственным в матче.
27 октября 2010 года в кубковом матче против «Вальядолида» Альваро отметился дублем.
Нападающий отличался результативной игрой в кубковых матчах и в следующем сезоне: в 4-м раунде турнира он забил в ворота «Сельты» 2 гола,
а в матче 1/8 финала против «Кордобы» — 3.
В августе 2012 года, отыграв в составе «Эспаньола» начало сезона 2012/13, Васкес перешёл в «Хетафе». Впервые сыграл за новый клуб 15 сентября 2012 года в матче с «Барселоной». Форвард вышел на матч в стартовом составе и во втором тайме был заменён на Адриана Колунгу.
28 октября 2012 года Альваро забил свой первый гол за «Хетафе» (в ворота «Атлетика» с передачи Хуана Родригеса).

### В сборной
Альваро Васкес принимал участие в молодёжном чемпионате мира—2011. В 5 сыгранных на турнире матчах нападающий забил 5 голов и сделал 3 голевые передачи. Также участвовал в отборочных матчах к молодёжному чемпионату Европы—2013 (9 матчей, 5 голов).

## Статистика
| Клуб                | Сезон               | Национальный чемпионат | Национальный чемпионат | Национальный чемпионат | Национальные кубки | Национальные кубки | Еврокубки | Еврокубки | Всего | Всего |
| Клуб                | Сезон               | Лига                   | Игры                   | Голы                   | Игры               | Голы               | Игры      | Голы      | Игры  | Голы  |
| ------------------- | ------------------- | ---------------------- | ---------------------- | ---------------------- | ------------------ | ------------------ | --------- | --------- | ----- | ----- |
| Эспаньол            | 2010/11             | Примера                | 30                     | 4                      | 4                  | 2                  | 0         | 0         | 34    | 6     |
| Эспаньол            | 2011/12             | Примера                | 28                     | 5                      | 5                  | 5                  | 0         | 0         | 33    | 10    |
| Эспаньол            | 2012/13             | Примера                | 2                      | 1                      | 0                  | 0                  | 0         | 0         | 2     | 1     |
| Всего за «Эспаньол» | Всего за «Эспаньол» | Всего за «Эспаньол»    | 60                     | 10                     | 9                  | 7                  | 0         | 0         | 69    | 17    |
| Хетафе              | 2012/13             | Примера                | 19                     | 3                      | 2                  | 0                  | 0         | 0         | 21    | 3     |
| Всего за «Хетафе»   | Всего за «Хетафе»   | Всего за «Хетафе»      | 19                     | 3                      | 2                  | 0                  | 0         | 0         | 21    | 3     |
| Всего за карьеру    | Всего за карьеру    | Всего за карьеру       | 79                     | 13                     | 11                 | 7                  | 0         | 0         | 90    | 20    |